# Шрайбман Іхіл Іцикович
Іхіл Іцикович Шрайбман (їд. יחיאל שרײַבמאַן‎ 12 березня 1913, Рашков, Сороцький повіт, Бессарабська губернія — 9 грудня 2005, Кишинів, Молдова) — бессарабський, пізніше радянський єврейський письменник. Писав на їдиші.
Член Спілки письменників СРСР з 1940 року . Член редколегії журналів «Совєтіш геймланд» («Радянська Батьківщина», Москва, 1961—1991), «Ді ідіше гас» («Єврейська вулиця», Москва, 1991—1993), «Афн швел» («На порозі», Нью- Йорк, 1992—2005). Останній їдишський літератор у Молдові.

## Життєпис

### У довоєнній Румунії
Народився в містечку Рашков (Вад-Рашково, нині Вадул-Рашков Шолданештського району Молдови) на правому березі Дністра в сім'ї Іцика Іхіл-Аврумовича Шрайбмана (1887—1960), який був різноробом (пізніше бляхарем і крамарем), та Рейзл Зісевни (Рози Зусівни) Чоклер (1894—1977), домогосподарки; батьки також були уродженцями Вад-Рашкова . Був старшим із десяти дітей. Дід із боку батька був синагогальним кантором. У 1918 році Вад-Рашков, як і вся Бессарабія, став частиною Румунії. Навчався в хедері та казенній школі (талмуд-торі), потім у румунській школі в Рашкові, був співучим при канторі Дудале Зільбермане (1870—1935) у прилеглих Капрештах (докладно описано в серії «Рашковських оповідань»). З 1930 року — в чернівецькій учительській семінарії (вчителів давньоєврейської мови) одночасно з літературознавцями Лейзером Подрядчиком та Берлом Ройзеном, поетами Ершлом Цельманом та Меєром Харацем; брав участь у підпільному прокомуністичному русі «Школарул рошу» (« Червоний учень»), був членом місцевої літературної спільноти, якийсь час перебував під арештом (період життя у Чернівцях описаний у романі «Сімнадцятирічні»).
У 1932—1933 роках служив у румунській армії в Яссах, потім оселився в Бухаресті, працював суфлером у знаменитому театрі-ревю під керівництвом Янкева Штернберга в єврейському районі Векерешть . Цей період життя автора описаний у романі-спогаді «Сім років та сім місяців». Дебютував мініатюрами в нью-йоркському журналі пролетена «Сигнал» в 1936 році; у ці ж роки друкувався в бухарестському журналі Янкева Штернберга та Шлойме Бікля «Шойбм» (« Вікна») та варшавському виданні «Фолксцайтунг» (« Народна газета»).
Перша збірка новел «Майне чефт» («Мої зошити») у вигляді двох номерів власного журналу вийшла в Бухаресті в 1938 році .

### У Радянському Союзі
Після приєднання Бессарабії до СРСР 1940 року оселився з сім'єю в Кишиневі, ставши професійним літератором; друкувався у київському журналі «Штерн» («Зірка»). У роки німецько-радянської війни в евакуації в Узбекистані співпрацював з московською газетою "Ейнікайт " («Єдність») — офіційним органом Єврейського антифашистського комітету . Повернувся до Кишинева в 1945 році і вже через рік був запрошений до Москви на вечір на свою честь, організований Перецем Маркішем, який сприяв виданню першої книги Шрайбмана в СРСР — збірки оповідань «Драй Зумерс» («Три літа», 1946).
Незабаром друк єврейською мовою в Радянському Союзі був заборонений і окремі оповідання Шрайбмана виходили в перекладі молдовською мовою, а також спорадично в польській газеті « Фолксштиме» («Голос народу»). У 1950 році був звинувачений у буржуазному націоналізмі та виключений із Спілки письменників (відновлений у 1953 році). Почав друкуватися в «Совєтіш Геймланд» («Радянська батьківщина») з першого ж номера в 1961 році, увійшов до редколегії квартальника (згодом щомісячне видання), був одним із найактивніших авторів журналу на всьому протязі його видання. Переклади творів Шрайбмана регулярно друкувалися в молдавських журналах «Кодри», «Ністру», «Горизонт» та «Басарабія» російською та молдавською мовами.

### Пострадянський період
З початку 1990-х років регулярно друкувався в нью-йоркських виданнях «Форвертс» («Вперед»), «Афн Швел» («На порозі») та «Ді Цукунфт» («Майбутнє»), а також в ізраїльському журналі «Топлпункт» («Двокрапка»), паризькому «Ідіше чефтн» («Єврейські зошити»), в «Ідіше Култур» («Єврейська культура», Маямі), «Найє Вейгн» («Нові шляхи», Тель-Авів), «Дос Ідіше Ворт» («Єврейське слово», Варшава) та ін. Переклав на їдиш розповіді Ісака Бабеля, Лівіу Ребряну, а також сучасних молдавських письменників Іона Чобану, Йона Друце, В. Малєва та інших.
Був удостоєний кількох літературних премій, у тому числі премії Залмена Рейзена (Нью-Йорк, 1998) за тонкий літературний стиль, премії Ружі Фішман-Шнайдман (Швеція, 1997) та ізраїльських літературних премій ім. Герша Сегала (1998) та Якова Фіхмана (2003) за внесок у єврейську словесність. У Молдові був нагороджений титулом «Маєстру ал літературій» (Maestru la literaturii din Republica Moldova — «Маестро літератури Молдови», 1993), орденом «Глорія мунчий» («Слава праці») і медаллю «Meritul civic» («Громадянська заслуга», 1996).
Книги Шрайбмана виходили в перекладах російською, німецькою та молдовською (румунською) мовами, в останні роки життя також двомовними виданнями. Серед перекладачів — Юрій Цаленко та Рудольф Ольшевський (російський), а також Александру Козмеску та Теодор Магдер (румунський). Усі три романи Шрайбмана у перекладі молдовською мовою Александра Козмеску були опубліковані в Кишиневі (1977, 1981, 1983, 2009).
Похований на Кишинівському єврейському цвинтарі . 2000 року кишинівський театр-антреприза «Шаліах» поставив спектакль «Біблійні мініатюри» за мотивами творів письменника. Пам'ятник письменнику було встановлено на його батьківщині в селі Вадул-Рашков 18 серпня 2009 року .

## Родина
Першим шлюбом (1934) був одружений з акушеркою Ольгою Юхимівною Шрайбман (уроджена Калюсська, 1905—1967), також з Вад-Рашкова. Син — Едуард Іхілович Шрайбман (нар. 1944), скрипаль, концертмейстер оркестру при «Телерадіо-Молдова», потім Молдавського театру опери та балету, диригент оркестру «Simphony-Pops» в містечку Палм-Біч (штат Флорида в США) .
Після смерті першої дружини, в 1969 році одружився з Мариною (Марією) Михайлівною Шрайбман (уроджена Панькова, 1940—2015, викладачем сольфеджіо в музичній школі в Кургані, (вивчивши їдиш) стала укладачем і редактором усіх його посмертних публікацій .

## Огляд творчого стилю
Іхіл Шрайбман відомий як один із найзначніших сучасних письменників на їдиші та як блискучий стиліст. Він належав до тих єврейських літераторів, на творчість яких справив великий вплив Іцхак Перец — з ретельною роботою над мовою та стилем. У більшості його творів оповідання ведеться від першої особи, але йому не чуже і постмодерністське змішання стилів та сюжетних ліній. Так, наприклад, у «Хумеш Новелл» («Біблійні історії») традиційна структура і стиль П'ятикнижжя переломлюється через бессарабський колорит.
Творча спадщина Шрайбмана включає три романи (автобіографічна трилогія «Гріхи молодості»: «Сімнадцятирічні», «Далі» та «Сім років і сім місяців»), безліч повістей та оповідань, новел та есе на літературні теми. Улюбленим жанром письменника останніми роками була мініатюра; посмертні повні збори мініатюр письменника під редакцією Бориса Сандлера відбулися 2007 року .
Велику увагу приділяв роботі з літераторами-початківцями. З його учнів найбільшої популярності набули прозаїк Борис Сандлер та поет Мойше Лемстер.
Зі смертю Іхіла Шрайбмана фактично припинили існування на пострадянському просторі дві багаті літературні традиції, які він уособлював: радянська єврейська література і південна, бессарабська гілка літератури на їдиші.

### На їдиш
- «Майне гефтн» (їд. מײַנע העפֿטן, «Мої зошити», оповідання та новели), Criterion: Бухарест, 1938/1939.
- «Драй зумерс» (їд. דרײַ זומערס, «Три роки», оповідання), Москва: ОГИЗ «Дер емес», 1946.
- «Ган-Ейдн епп» (їд. גן־עדן־עפּל, «Райське яблуко»), Москва: Радянський письменник, 1965.
- «Зібецнйоріке» (їд. זיבעצניאָריקע, «Сімнадцятирічні», роман), Кишинев: Література артистике, 1972.
- «Йорн ун регес» (їд. יאָרן און רגעס, «Роки та миті», роман і оповідання), Москва: Радянський письменник, 1973.
- «Вайтер» (їд. װײַטער, «Далі», роман і оповідання), Москва: Радянський письменник, 1984.
- «Штендік» (їд. שטענדיק «Завжди», оповідання та мініатюри), Фарлаг Іцхок-Лейбуш Перец: Тель-Авів, 1997.
- «Ецире ун лібе» (їд. יצירה און ליבע «Творіння і любов», П'ятикнижжя в новелах та мініатюри), рус. та евр., Ruxandra: Кишинеу, 2000.
- «Ді Голдене Паве» (їд. די גאָלדענע פּאַװע, «Золотий павич»), Durham, Північна Кароліна, США, 2001.
- «Зібм йор міт зібм хадошим» (їд. זיבן יאָר מיט זיבן חדשים, «Сім років та сім місяців», роман і мініатюри), рус. та евр., Ruxandra: Кишинеу, 2003.
- «Клейнс ун гройс» (їд. קלײנס און גרױס, «Мале та велике», літературні мініатюри), Ruxandra: Кишинеу, 2007.
- «Портретн» (їд. פּאָרטרעטן, «Портрети»). Єрусалим, 2015[11] .

### Російською мовою
- «Оповідання», Картя молдовеняске: Кишинев, 1959.
- «Сини» (оповідання), Картя молдовеняске: Кишинев, 1960.
- «Оповідання», Радянський письменник: Москва, 1962.
- «Всі дні тижня», Картя молдовеняске: Кишинів, 1963.
- «Райські яблука», Література артистике: Кишинів, 1965.
- «Рашківські оповідання», Картя молдовеняске: Кишинів, 1972.
- «Сімнадцятирічні (роман) та Нові рашковські оповідання», Література артистике: Кишинев, 1977.
- «Роки та миті» (роман Сімнадцятирічні, оповідання, мініатюри), Радянський письменник: Москва, 1981.
- «Тим літом», Література артистике: Кишинів, 1981.
- «Дні довгих років» (роман, повісті, новели, мініатюри), Література артистике: Кишинев, 1983.
- «Далі» (роман, повісті, новели, мініатюри), Радянський письменник: Москва, 1984.
- «Далі» (роман Далі, Рашковські історії, мініатюри), Радянський письменник: Москва, 1988.
- «Занадто мало і занадто багато», Hyperion: Кишинев, 1992.
- «Творіння та любов» (євр. та русявий.), Ruxandra: Кишинеу, 2000.
- «Сім років та сім місяців» (євр. та русявий.), Ruxandra: Кишинеу, 2003.

### Німецькою мовою
- Yechiel Shraibman . Sieben Jahre und sieben Monate: Meine Bukarester Jahre (Сім років і сім місяців, роман у перекладі Ernst-Harald Dähnhardt). Bebra Verlag: Берлін — Бранденбург, 2009.[12]
- Yechiel Shraibman . Ein Denkmal für Itzik Rachmiels und andere Erzählungen aus dem Raschkewer Schtetl. Переклад німецькою мовою — Ernst-Harald Dähnhardt, Dorothea Greve та Gabriele Andresen. ru.bra wissenschaft verlag: Берлін-Бранденбург, 2012.

### Молдавською (румунською) мовою
- Вулиця Ноастре (Наша вулиця, повісті). Шкоала Радіке: Кишинів, 1955.
- Повістір (Повісті). Шкоала радіке: Кишинів, 1957.
- Інтр-о зи де варі (Тим літом, повісті). Картя молдовеняске: Кишинів, 1962.
- Мереле Парадизулуй (Райське яблучко, повісті та мініатюри). Картя молдовеняске: Кишинів, 1965.
- Ань ши кліпе (Роки та миті). Картя молдовеняске: Кишинів, 1970.
- Зіле де ань лунджь (Дні довгих років : роман, повісті, новели, мініатюри). Література артистике: Кишинів, 1983.
- Ihil Şraibman. Şapte ani şi şapte luni: roman, miniaturi (Сім років і сім місяців, переклад — Євгенія Давид). Роман, мініатюри. Editura Cartea Moldovei: Кишинів, 2009.